# Czesław Krzywosz
Czesław Ryszard Krzywosz (ur. 3 maja 1936 w Kuderewszczyźnie, zm. 16 grudnia 2008 w Warszawie) – polski drogowiec, specjalizujący się w zakresie inżynierii ruchu drogowego. Absolwent Politechniki Warszawskiej, w latach 1972–1986 Dyrektor Centralnego Zarządu Dróg Publicznych w Ministerstwie Komunikacji, 1986–1991 pełnił funkcję Generalnego Dyrektora Dróg Publicznych.
Odznaczenia:
- Krzyż Komandorski Orderu Odrodzenia Polski (1987)
- Krzyż Oficerski Orderu Odrodzenia Polski (1980)
- Krzyż Kawalerski Orderu Odrodzenia Polski (1976)
- Złoty Krzyż Zasługi (1973)
- Medal 40-lecia Polski Ludowej (1984)
- Odznaka „Przodujący Drogowiec”
- Odznaka „Za zasługi dla transportu PRL”
- Odznaka „Za zasługi dla budownictwa”
- Medal „Za zasługi dla obronności kraju”